# FC Juárez
Az FC Juárez (becenevén Bravos de Juárez) a mexikói Chihuahua állam legnagyobb városa, Ciudad Juárez első osztályú bajnokságban szereplő labdarúgócsapata.

## Története
A csapatot 2015-ben alapították, pontos nevét és becenevét 6200 beérkezett szurkolói vélemény alapján határozták meg, és a júliusban tartott ünnepélyes bemutatón hozták nyilvánosságra. Címerük fekete alapú, piros és zöld színekben egy vad lovat ábrázol. Szereplésüket a másodosztályban 2015 nyarán kezdték meg, amikor az ott részt vevő csapatok számát 14-ről 16-ra emelték. Első mérkőzésükön mindjárt meg is szerezték történetük első bajnoki pontjait: a Mineros de Zacatecas otthonában értek el egy 2–2-es döntetlent, sőt, első szezonjuk végén pedig máris bajnoki címet ünnepelhettek (igaz, ez még nem ért feljutást az első osztályba, mivel a következő félévben már nem ők nyertek).
Az első osztályba 2019 nyarán jutottak fel, de nem a pályán elért eredményeik alapján, hanem úgy, hogy az addig első osztályú Lobos de la BUAP átköltözött Ciudad Juárezbe.

## Bajnoki eredményei
A csapat első osztályú szereplése során az alábbi eredményeket érte el:
| Év            | Alapszakasz helyezés                                                          | Eredmény a liguillában |
| ------------- | ----------------------------------------------------------------------------- | ---------------------- |
| 2019 Apertura | 16. hely                                                                      |                        |
| 2020 Clausura | 8. hely Nem hivatalos eredmény, mivel a bajnokságot 10 forduló után törölték. |                        |
| 2020 Apertura | 13. hely                                                                      |                        |
| 2021 Clausura | 16. hely                                                                      |                        |
| 2021 Apertura | 16. hely                                                                      |                        |
| 2022 Clausura | 18. hely                                                                      |                        |
| 2022 Apertura | 11. hely                                                                      |                        |
| 2023 Clausura | 16. hely                                                                      |                        |
| 2023 Apertura | 15. hely                                                                      |                        |
| 2024 Clausura | 12. hely                                                                      |                        |